# Nemiri u Federaciji Bosne i Hercegovine 2014.
Nemiri u Federaciji Bosne i Hercegovine 2014., također i Bosansko proljeće, označuju niz nasilnih prosvjeda na bošnjačkom dijelu Federacije BiH. Počeli su u Tuzli 4. veljače, a uskoro su se proširili i na ostale gradove s bošnjačkom većinom. Vrhunac nemira dogodio se kada je zapaljena zgrada Predsjedništva BiH, kao i zgrade županijskih vlada u Sarajevu, Tuzli i Zenici. Priljev nemira dogodio se i u Mostaru, kada su demonstranti iz istočnog dijela zapalili nekoliko javnih zgrada, a također i u Republici Srpskoj gdje je nekoliko bošnjačkih udruženja mirno prosvjedovalo u znak podrške demonstrantima.
Tijekom nemira, demonstranti su izrazili svoje ciljeve, ukidanje entiteta i županija u Federaciji BiH. Zapaljene su zgrade javnih institucija i počinjena ogromna materijalna šteta. Međutim, nemiri su prestali već 10. veljače, a minorni prosvjedi nastavili su se povremeno održavati u gradovima s bošnjačkom većinom do početka travnja 2014.

## Povod
U ožujku 2011. obrazovana je Platformaška vlada u Federaciji BiH, predvođena SDP-om BiH, a uključivala je SDA, NSRzB i HSP BiH. Na čelu joj je bio predsjednik Nermin Nikšić. Zbog odsustva hrvatskih izaslanika u Domu naroda Parlamenta FBiH pri njezinom izglasavanju, smatrana je nezakonitom. Nakon što ju je i Središnje izborno povjerenstvo proglasilo takvom, visoki predstavnik Valentin Inzko je suspendirao odluke SIP-a i nametnuo izglasovanu Vladu.
Njezina nelegalnost te potom sami sukobi unutar vlade, izazvali su opći politički zastoj koji se odrazio i na gospodarsko stanje Federacije BiH. Do izražaja je došao i neravnomjerna raspodjela proračuna. Većinski bošnjačke županije u kojima je živjelo pučanstvo koje je bilo izborna baza Platformaške vlade, uživale su povlašten status u okvirima federalnog proračuna. Federalni proračun uvelike je bio iscrpljen socijalnim davanjima u tim županijama. Mnogo novca je bilo potrošeno na palijativne mjere, a sudbina problematičnih gospodarskih subjekata i njihovih brojnih zaposlenika na kraju nije bila riješena. Vladino zamjenjivanje gospodarske socijalnom politikom zbog kupovanja socijalnog mira i vlastitog političkog preživljavanja dovelo je do velikog opterećenja na federalni proračun. Kada je prestala biti u mogućnosti daljnjeg kupovanja socijalnog mira izbili su nemiri upravo u područjima gdje je on kupovan - u većinski bošnjačkim županijama.

## Povijest
Prvi prosvjed počeo je 4. veljače 2014. u Tuzli, na poziv ljevičarske i marksističke udruge Udar. Pokrenuli su ga radnici "Dite", nakon što 14 mjeseci nisu primili plaću. Upali su u zgrade institucija i počeli uništavati imovinu. U početku su bili predvođeni radničkim sindikatima. No, organiziranost početnih prosvjeda odavala je sumnju u njihovu spontanost. Unatoč tomu što se trebalo raditi o socijalnom butnu, demonstranti svoje nezadovoljstvo nisu iskazivali okupljanjem pred tvornicama, niti napadima na banke, već isključivo napadima na zgrade županijskih vlada i sudova. Uskoro su demonstranti počeli slati poruke za unitarizacijom države i ukidanjem županija u Federaciji BiH. Štoviše, pozivalo se na ostavku dva člana Predsjedništva i davanje svih ovlasti jednom, Željku Komšiću. Neki političari u vlasti počeli podržavati prosvjede, ne preispitujući njihove ciljeve. Tako su prosvjedi postali moćno sredstvo političkog obračuna, čime je zapravo diskreditirana teza da su prosvjedi nastali kao spontani bunt građana. Među političarima u vlasti koji su dali podršku prosvjednicima bili su nelegitimni hrvatski član Predsjedništva Željko Komšić, ministar sigurnosti Fahrudin Radončić, kao i ministar poljoprivrede Jerko Ivanković Lijanović i minorni HSP BiH. Tako je počela njihova instrumentalizacija, popraćena političkim profiliranjem i pokušajima da se nemiri preliju na Republiku Srpsku i hrvatska većinska područja u Federaciji BiH.
Predsjednik vlade Hrvatske Zoran Milanović posjetio je Mostar 9. veljače 2014. i sastao se s predsedateljem Vijeća ministara BiH Vjekoslavom Bevandom. Prethodno su demonstranti s istočnog dijela grada popalili zgrade institucija, zapalili hrvatsku zastavu, uništavali kipove Gospe, raspela i hrvatske nacionalne simbole. Posjetu Milanovića Mostaru kritizirali su bošnjački političari, kao i bošnjačka društvena elita. Međutim, Milanović je izjavio da je došao u Mostar jer je on "miješana sredina u kojoj su se dogodili neredi" zbog "smirivanja strasti".
Prosvjedi se nisu uspjeli proširiti na Republiku Srpsku i hrvatska područja u Federaciji BiH. Srbi i Hrvati naročito su se ograđivali od prosvjeda nakon poziva Udara na unitarizaciju države i ukidanje županija. U Republici Srpskoj prosvjedi su promatrani kao federalna stvar. Političko vodstvo pozvalo je državljane Republike Srpske da se distanciraju od nemira u FBiH kako bi njihovo prenošenje u Republiku Srpsku dovelo do mogućeg slabljenja položaja ovog entiteta. Odsustvo prosvjeda u Republici Srpskoj može se objasniti odsustvom spremnosti na preuzimanje rizika u domeni socijalnog zbog mogućih rizika narušavanja položaja Republike Srpske unutar državne zajednice. Odsustvo prosvjeda na hrvatskim većinskim područjima u Federaciji BiH dogodilo se zbog narušavanja položaja Hrvata od strane bošnjačkog političkog vodstva, što je izazvalo nezanimanje za događanja unutar većinskog bošnjačkog djela entiteta. Prosvjed podrške bio je održan ispred veleposlanstva BiH u Beogradu 12. veljače 2014. Organizirali su ga Nova komunistička partija Jugoslavije, Savez komunističke omladine Jugoslavije, Jugoslavenski centar Tito, Savez komunista Jugoslavije u Srbiji, Marksistička omladina CRVENI i Pokret obnovimo Jugoslaviju.
Nakon neuspjeha, uslijedila je žurna pacifikacija prosvjeda s pokušajem njihovog spašavanja kroz održavanje građanskih plenuma. Pristaše prosvjeda smatrale su da se građanski plenumi, koji artikuliraju ili nastoje artikulirati zahtjeve građana, ne će lako raspustiti. Time se pokušao dati odraz institucionalizacije građanstva putem plenuma kao fiktivnog modela izravne demokracije. No, nakon što su se ugasili plenumi, nastavljeni su minorni prosvjedi u pojedinim gradovima s bošnjačkom većinom. Kasnije su se odnosili samo na grad Sarajevo, čime je konačno propao plan rušenje federalne vlade, ali i pokušaj unitarizacije države i ukiadnja županija u FBiH. Povremeni minorni prosvjedi nastavili su se održavati u gradovima s bošnjačkom većinom do početka travnja 2014.
Tijekom njihovog trajanja, unutar građansko-unitarističke skupine, koja je podržavala prosvjede, davan im je privid klasne borbe, koja se pokušala prikazati kao realnost, usmjerena protiv postojećeg državnog poretka izgrađenog na nacionalnim osnovama, koje su se pokušale prikazati kao prividne. Političko vodstvo je bilo optuženo da proizvodi nacionalni jaz, a prosvjedi su okarakterizirani u marksističkom svjetlu kao obnovu svijesti o klasnoj borbi. Pristaše prosvjeda također su pozvale na intervencionizam međunarodne zajednice, visokog predstavnika i posebnog izaslanika EU, u unutarnja pitanja BiH. Zahtjevi su utoliko bili nelogični što je upravo visoki predstavnik nametnuo federalnu vladu 2011., kršeći izbornu volju Hrvata.
Kritičari prosvjeda priznala je kao pozadinske čimbenike prosvjeda realnost nezadovoljstva i društveni bunt, nastali zbog rasta nezaposlenosti i siromaštva. No, kritizirana je instrumentalizacija prosvjeda od strane političkih skupina koje su željele postići ratne ciljeve putem društvenih nemira, zanemarujući pri tome nacionalnu složenost Bosne i Hercegovine. Štoviše, nakon poziva na unitarizaciju države, napada na zgrade županijskih vlada i Predsjedništva BiH, mnogi su prosvjede označili kao pokušaj državnog udara. Povjesničar Ivica Lučić ustvrdio je da su prosvjedi imali "socijalnu podlogu i nacionalnu nadgradnju", a povjesničar Zlatko Hasanbegović naznačio je da je cilj prosvjeda bio "stvaranje psihoze koja bi na novim izborima trebala ustoličiti dvojicu novih bošnjačkih vođa: jednog za crvene Bosance, a drugog za zelene Bošnjake".
Hrvatski i srpski mediji prosvjede su uglavnom popratili kao politički projekt koji smjera promjeni naravi i strukture BiH. Bosanskohercegovački mediji koji su se nalazili na području gdje su nemiri uzeli maha, prosvjede su uglavnom podržavalo, dok su mediji, gdje nije bilo prosvjeda, njih osporavali. Hasanbegović je ocijenio kako su autori s desnim pogledima prosvjede uglavnom okarakterizirali kao pokušaj unitarizacije države, dok su ih autori s ljevičarskim pogledima karakterizirali kao narodnu revoluciju, borbu protiv imperijalizma i nacionalizma. Mlađa bošnjačka akademska elita prosvjede je promatrala kao korak ka slabljenju nacionalnog narativa, prigodu za redefiniranje društevnih odnosa i zamjena nacionalno-političkih odnosa klasno-stratifikacijskim. Njihova pojava s tog položaja objašnjena je nedjelotvornošću županija te je zbog toga izražena želja za njihovim ukidanjem. Slovenski marksistički filozof Slavoj Žižek izjavio je da nakon prosvjeda "više ništa ne će biti isto". U njima je uvidio obnovu socijalističke doktrine "bratstva i jedinstva", te se pridružio stavu da oni označavaju pobunu naroda protiv nacionalističke elite, unatoč činjenici da su se odvijala u samo četiri većinski bošnjačke županije.